# George Douglas-Hamilton, 10. Earl of Selkirk

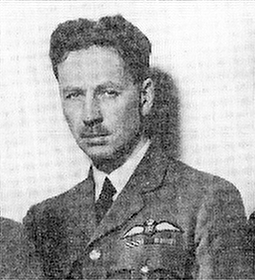
George Douglas-Hamilton, 10. Earl of Selkirk

George Nigel Douglas-Hamilton, 10. Earl of Selkirk KT GCMG GBE PC QC (* 4. Januar 1906 in Merley, Wimborne Minster, Dorset, England; † 24. November 1994) war ein britischer Group Captain der Royal Air Force, Diplomat und Politiker der Conservative Party, der fast 50 Jahre dem House of Lords als Mitglied angehörte und mehrere Ministerämter bekleidete.

## Leben

### Herkunft, Earl of Selkirk und Zweiter Weltkrieg
George Douglas-Hamilton stammte aus einer alten Adelsfamilie und war der zweite Sohn von Alfred Douglas-Hamilton, 13. Duke of Hamilton. Er selbst studierte nach dem Besuch des Eton College am Balliol College der University of Oxford und anschließend Rechtswissenschaften an der University of Edinburgh, an der er einen Doktor der Rechte erwarb. Während der Studienzeit spielte er Cricket für den Wiltshire County Cricket Club und nahm in dessen Mannschaft 1927 an der Minor Counties Cricket Championship teil. Zwischenzeitlich absolvierte er Gaststudienaufenthalte an der Universität von Paris, der Universität Wien sowie der Rheinischen Friedrich-Wilhelms-Universität Bonn und war nach seiner anwaltlichen Zulassung 1935 als Rechtsanwalt (Advocate) in Schottland tätig.
Zugleich begann er seine politische Laufbahn in der Kommunalpolitik und war zwischen 1935 und 1940 Mitglied des Stadtrates von Edinburgh sowie von 1934 bis 1938 Kommandeur des No. 603 Squadron RAF der Royal Auxiliary Air Force (RAAF), der aktiven Freiwilligenreserve der Royal Air Force (RAF). 1938 erhielt Douglas-Hamilton, der von 1937 bis zu seinem Tod stellvertretender Verwalter des Holyrood Palace in Edinburgh war, das Air Force Cross und wurde außerdem Ehrenbürger (Freeman) von Hamilton.
Beim Tod seines Vaters 1940 erbte er aufgrund einer aus dem Jahr 1688 stammenden Sonderregelung zur Titelnachfolge dessen nachgeordnete Titel als 10. Earl of Selkirk sowie 10. Lord Daer and Shortcleugh, während sein älterer Bruder Douglas Douglas-Hamilton dessen übrige Titel als 14. Duke of Hamilton und 11. Duke of Brandon erbte.
Mit dem Eintritt Großbritanniens in den Zweiten Weltkrieg trat er 1940 als Group Captain der RAF bei und war Leitender Nachrichtenoffizier sowie Sonderassistent von Air Chief Marshal Hugh Dowding, 1. Baron Dowding, dem Kommandeur des RAF Fighter Command. Für seine dortigen Verdienste wurde er zweimal Mentioned in Despatches und 1941 als Officer des Order of the British Empire ausgezeichnet.

### Mitglied im House of Lords und Minister
Nach dem Zweiten Weltkrieg wurde Douglas-Hamilton 1945 als Representative Peer für Schottland zum Mitglied des House of Lords gewählt, dem er bis zu seinem Tod 1994 als Vertreter der Conservative Party angehörte, wobei die Wahl von Representative Peers mit dem Peerage Act 1963 abgeschafft und allen schottischen Peers ein Sitz im Oberhaus zugestanden wurde.
Zwischen 1951 und 1953 war er Whip der konservativen Regierungsfraktion im House of Lords mit dem formellen Titel eines Lord-in-Waiting im Hofstaat von König Georg VI. beziehungsweise Königin Elisabeth II.
Im Anschluss war er von November 1953 bis Dezember 1955 Paymaster General während der Amtszeit von Premierminister Winston Churchill und danach bis Januar 1957 Chancellor of the Duchy of Lancaster im erweiterten Kabinett von Premierminister Anthony Eden. 1955 wurde er außerdem Mitglied des Privy Council. Danach war er zwischen Januar 1957 und Oktober 1959 Lord High Admiral und Erster Lord der Admiralität während der Amtszeit von Premierminister Harold Macmillan.

### Hochkommissar, Ehrungen und Auszeichnungen
1959 erfolgte seine Berufung zum Hochkommissar in Singapur. Während dieses von ihm bis 1963 ausgeübten Amtes war er außerdem Generalkommissar für Südostasien sowie zugleich von 1960 bis 1963 britischer Vertreter bei der SEATO.
Während dieser Zeit wurde er 1959 Knight Grand Cross des Order of St. Michael and St. George sowie Kronanwalt und dann 1963 Knight Grand Cross des Order of the British Empire. 1967 wurde er Ehren-Häuptling der Saulteaux, eines der First Nations Kanadas sowie Ehrenbürger von Winnipeg und Selkirk.
1976 wurde ihm schließlich als Knight Companion in den Distelorden aufgenommen.
Er starb 1994 im Alter von 88 Jahren. Da seine 1947 geschlossene Ehe mit Audrey Durell Drummond-Sale-Barker († 1994) kinderlos blieb, fielen seine Adelstitel bei seinem Tod an seinen Neffen Lord James Douglas-Hamilton (1942–2023), der auf Lebenszeit auf die Titel verzichtete, um seinen Sitz im House of Commons, nicht zugunsten eines Sitzes im House of Lords zu verlieren.